# Nanochilus
Genre
Classification APG III (2009)
Nanochilus est un genre monospécifique pour le moment de plantes de la famille des Zingiberaceae originaire de Sumatra et des Moluques.

## Liste d'espèces
Selon World Checklist of Selected Plant Families (WCSP) (20 juil. 2010) :
- Nanochilus palembanicus (Miq.) K.Schum. (1899)

## Espèces aux noms synonymes, obsolètes et leurs taxons de référence
Selon World Checklist of Selected Plant Families (WCSP) (20 sept 2011) :
- Nanochilus arrovicus Gagnep., (1901) = Riedelia curviflora Oliv., (1883).